# Jagłowice
Jagłowice – wieś w Polsce położona w województwie lubuskim, w powiecie żarskim, w gminie Tuplice.
W latach 1975–1998 miejscowość administracyjnie należała do województwa zielonogórskiego. 